# Murphyanellinae
Sous-famille
Les Murphyanellinae sont une sous-famille d'insectes hémiptères hétéroptères (punaises) énicocéphalomorphes, de la famille des Aenictopecheidae, comptant deux genres monotypiques de la région indomalaise. 

## Description
Comme tous les Enicocephalomorpha, ces insectes ont une tête allongée, bilobée, avec des antennes et un rostre de quatre articles. Au sein des Aenictopecheidae, ils ont en commun avec les Aenictopecheinae et les Maoristolinae (et par opposition aux Nymphocoris), des yeux bien développés, le lobe postérieur de la tête pileux sur la face ventrale, un « cou » nu, et des pattes antérieures ravisseuses et les pattes médianes et postérieures marcheuses. Par contre, ils se distinguent des autres sous-familles par l'absence de fracture costale sur la bordure de l'aile antérieure, et un pronotum à trois lobes bien distincts. Seules des formes macroptères sont connues. Les tarses ne comptent qu'un segment, tant aux pattes antérieures qu'aux médianes et aux postérieures (comme chez Nymphocoris, alors que les Aenictopecheinae ont une formule tarsale 1, 2, 2, et les Maoristolinae 2, 2, 2). Le tarse antérieur n'a porte pas de soies en forme d'épine sur sa face ventrale. Ils sont de taille minuscule, inférieure à 2 mm,.

## Répartition
Cette sous-famille est propre à l'écozone indomalaise, plus précisément endémique de Singapour.

## Biologie
La biologie de ces insectes n'est pratiquement pas connue. Jusqu'à présent, seuls des mâles ont été collectés, les femelles restent inconnues,. Ils sont prédateurs, comme les autres Enicocephalomorpha.

## Systématique
Cette sous-famille a été décrite  par Pavel Štys en 1989 pour séparer Murphyanella et Timahocoris des autres Aenictopecheidae. Mais dans une publication de 2013, P. Štys et P. Baňař estiment que la monophylie de cette sous-famille est douteuse, et que par ailleurs, elle mériterait probablement d'être élevée au rang de famille.  
Elle compte aujourd'hui deux genres décrits. Le genre type est Murphyanella Wygodzinsky & Štys, 1982. 

### Liste des genres
Selon Schuh et Weirauch (2020) :
- Murphyanella Wygodzinsky & Štys, 1982
- Timahocoris Wygodzinsky & Štys, 1982